# Campeonato Sudamericano de Baloncesto Junior de 1996
El Campeonato Sudamericano de Baloncesto Junior de 1996 corresponde a la II edición del Campeonato Sudamericano de Baloncesto Sub-17, fue organizado por FIBA Americas. Fue disputado en la ciudad de Loja capital de la provincia de Loja en Ecuador entre el 30 de septiembre y el 10 de octubre de 1996 y los 3 mejores clasifican al FIBA Americas Sub-18 a realizarse en 1996

## Grupo A
|   | Equipo    | Pts | J | G | P | PF  | PC  | Dif |
| - | --------- | --- | - | - | - | --- | --- | --- |
| 1 | Venezuela | 7   | 4 | 3 | 1 | 387 | 316 | +71 |
| 2 | Argentina | 7   | 4 | 3 | 1 | 330 | 283 | +47 |
| 3 | Chile     | 5   | 4 | 1 | 3 | 255 | 308 | -53 |
| 4 | Ecuador   | 6   | 4 | 2 | 2 | 307 | 336 | -29 |
| 5 | Paraguay  | 5   | 4 | 1 | 3 | 329 | 365 | -36 |

| 30 de septiembre, 14:00    | Venezuela                  | 97 - 115                   | Paraguay |  |
| Reporte                    |                            |                            |          |  |
| Parciales: 46-58, 51-57, - | Parciales: 46-58, 51-57, - | Parciales: 46-58, 51-57, - | Loja     |  |

| 30 de septiembre, 20:00       | Argentina                     | 75 - 63                       | Chile |  |
| Reporte                       |                               |                               |       |  |
| Parciales: 40-31, 35-32, -, - | Parciales: 40-31, 35-32, -, - | Parciales: 40-31, 35-32, -, - | Loja  |  |

| 1 de octubre, 14:00           | Argentina                     | 92 - 62                       | Paraguay |  |
| Reporte                       |                               |                               |          |  |
| Parciales: 50-34, 42-28, -, - | Parciales: 50-34, 42-28, -, - | Parciales: 50-34, 42-28, -, - | Loja     |  |

| 1 de octubre, 14:00        | Ecuador                    | 72 - 61                    | Chile |  |
| Reporte                    |                            |                            |       |  |
| Parciales: 34-38, 38-23, - | Parciales: 34-38, 38-23, - | Parciales: 34-38, 38-23, - | Loja  |  |

| 2 de octubre, 20:00   | Venezuela             | 93 - 76               | Argentina |  |
| Reporte               |                       |                       |           |  |
| Parciales: -, -, -, - | Parciales: -, -, -, - | Parciales: -, -, -, - | Loja      |  |

| 2 de octubre, 14:00           | Ecuador                       | 98 - 89                       | Paraguay |  |
| Reporte                       |                               |                               |          |  |
| Parciales: 59-34, 39-55, -, - | Parciales: 59-34, 39-55, -, - | Parciales: 59-34, 39-55, -, - | Loja     |  |

| 3 de octubre, 14:00           | Chile                         | 78 - 63                       | Paraguay |  |
| Reporte                       |                               |                               |          |  |
| Parciales: 39-30, 39-33, -, - | Parciales: 39-30, 39-33, -, - | Parciales: 39-30, 39-33, -, - | Loja     |  |

| 3 de octubre, 14:00        | Ecuador                    | 72 - 99                    | Venezuela |  |
| Reporte                    |                            |                            |           |  |
| Parciales: 35-48, 37-51, - | Parciales: 35-48, 37-51, - | Parciales: 35-48, 37-51, - | Loja      |  |

| 4 de octubre, 20:00           | Ecuador                       | 65 - 87                       | Argentina |  |
| Reporte                       |                               |                               |           |  |
| Parciales: 37-41, 28-46, -, - | Parciales: 37-41, 28-46, -, - | Parciales: 37-41, 28-46, -, - | Loja      |  |

| 4 de octubre, 14:00           | Venezuela                     | 98 - 53                       | Chile |  |
| Reporte                       |                               |                               |       |  |
| Parciales: 50-27, 48-26, -, - | Parciales: 50-27, 48-26, -, - | Parciales: 50-27, 48-26, -, - | Loja  |  |

## Grupo B
|   | Equipo   | Pts | J | G | P | PF  | PC  | Dif |
| - | -------- | --- | - | - | - | --- | --- | --- |
| 1 | Brasil   | 6   | 3 | 3 | 0 | 320 | 227 | +93 |
| 2 | Uruguay  | 5   | 3 | 2 | 1 | 267 | 250 | +17 |
| 3 | Colombia | 4   | 3 | 1 | 2 | 230 | 388 | -58 |
| 4 | Perú     | 3   | 3 | 0 | 3 | 258 | 310 | -52 |

| 30 de septiembre, 14:00    | Perú                       | 89 - 97                    | Uruguay |  |
| Reporte                    |                            |                            |         |  |
| Parciales: 46-44, 43-53, - | Parciales: 46-44, 43-53, - | Parciales: 46-44, 43-53, - | Loja    |  |

| 30 de septiembre, 20:00       | Brasil                        | 107 - 69                      | Colombia |  |
| Reporte                       |                               |                               |          |  |
| Parciales: 56-29, 51-40, -, - | Parciales: 56-29, 51-40, -, - | Parciales: 56-29, 51-40, -, - | Loja     |  |

| 1 de octubre, 14:00           | Brasil                        | 123 - 81                      | Perú |  |
| Reporte                       |                               |                               |      |  |
| Parciales: 57-55, 66-26, -, - | Parciales: 57-55, 66-26, -, - | Parciales: 57-55, 66-26, -, - | Loja |  |

| 1 de octubre, 14:00        | Colombia                   | 71 - 93                    | Uruguay |  |
| Reporte                    |                            |                            |         |  |
| Parciales: 31-47, 40-46, - | Parciales: 31-47, 40-46, - | Parciales: 31-47, 40-46, - | Loja    |  |

| 2 de octubre, 20:00           | Colombia                      | 90 - 88                       | Perú |  |
| Reporte                       |                               |                               |      |  |
| Parciales: 34-36, 56-52, -, - | Parciales: 34-36, 56-52, -, - | Parciales: 34-36, 56-52, -, - | Loja |  |

| 2 de octubre, 14:00           | Brasil                        | 90 - 77                       | Uruguay |  |
| Reporte                       |                               |                               |         |  |
| Parciales: 49-46, 41-31, -, - | Parciales: 49-46, 41-31, -, - | Parciales: 49-46, 41-31, -, - | Loja    |  |

## Fase final
|   | Equipo    | Pts | J | G | P | PF  | PC  | Dif  |
| - | --------- | --- | - | - | - | --- | --- | ---- |
| 1 | Argentina | 10  | 5 | 5 | 0 | 476 | 319 | +157 |
| 2 | Brasil    | 9   | 5 | 4 | 1 | 429 | 388 | +41  |
| 3 | Uruguay   | 8   | 5 | 3 | 2 | 399 | 396 | +3   |
| 4 | Venezuela | 7   | 5 | 1 | 4 | 399 | 399 | 0    |
| 5 | Chile     | 6   | 5 | 1 | 4 | 360 | 454 | -94  |
| 6 | Colombia  | 5   | 5 | 0 | 5 | 354 | 461 | -107 |

| 6 de octubre, 14:00        | Brasil                     | 83 - 77                    | Uruguay |  |
| Reporte                    |                            |                            |         |  |
| Parciales: 43-30, 40-47, - | Parciales: 43-30, 40-47, - | Parciales: 43-30, 40-47, - | Loja    |  |

| 6 de octubre, 20:00           | Argentina                     | 86 - 66                       | Venezuela |  |
| Reporte                       |                               |                               |           |  |
| Parciales: 48-30, 38-36, -, - | Parciales: 48-30, 38-36, -, - | Parciales: 48-30, 38-36, -, - | Loja      |  |

| 7 de octubre, 14:00           | Chile                         | 91 - 76                       | Colombia |  |
| Reporte                       |                               |                               |          |  |
| Parciales: 41-39, 50-37, -, - | Parciales: 41-39, 50-37, -, - | Parciales: 41-39, 50-37, -, - | Loja     |  |

| 7 de octubre, 14:00 | Argentina          | 110 - 69           | Colombia |  |
| Reporte             |                    |                    |          |  |
| Parciales: -, -, -  | Parciales: -, -, - | Parciales: -, -, - | Loja     |  |

| 7 de octubre, 20:00   | Venezuela             | 82 - 84               | Uruguay |  |
| Reporte               |                       |                       |         |  |
| Parciales: -, -, -, - | Parciales: -, -, -, - | Parciales: -, -, -, - | Loja    |  |

| 7 de octubre, 14:00           | Brasil                        | 104 - 79                      | Chile |  |
| Reporte                       |                               |                               |       |  |
| Parciales: 56-35, 48-44, -, - | Parciales: 56-35, 48-44, -, - | Parciales: 56-35, 48-44, -, - | Loja  |  |

| 8 de octubre, 14:00        | Colombia                   | 75 - 97                    | Uruguay |  |
| Reporte                    |                            |                            |         |  |
| Parciales: 32-51, 43-46, - | Parciales: 32-51, 43-46, - | Parciales: 32-51, 43-46, - | Loja    |  |

| 8 de octubre, 20:00           | Venezuela                     | 71 - 91                       | Brasil |  |
| Reporte                       |                               |                               |        |  |
| Parciales: 27-44, 44-47, -, - | Parciales: 27-44, 44-47, -, - | Parciales: 27-44, 44-47, -, - | Loja   |  |

| 8 de octubre, 14:00           | Argentina                     | 99 - 50                       | Chile |  |
| Reporte                       |                               |                               |       |  |
| Parciales: 46-25, 53-25, -, - | Parciales: 46-25, 53-25, -, - | Parciales: 46-25, 53-25, -, - | Loja  |  |

| 9 de octubre, 14:00        | Argentina                  | 85 - 61                    | Uruguay |  |
| Reporte                    |                            |                            |         |  |
| Parciales: 46-34, 39-27, - | Parciales: 46-34, 39-27, - | Parciales: 46-34, 39-27, - | Loja    |  |

| 9 de octubre, 20:00           | Brasil                        | 78 - 65                       | Colombia |  |
| Reporte                       |                               |                               |          |  |
| Parciales: 38-27, 40-38, -, - | Parciales: 38-27, 40-38, -, - | Parciales: 38-27, 40-38, -, - | Loja     |  |

| 9 de octubre, 14:00           | Venezuela                     | 95 - 69                       | Chile |  |
| Reporte                       |                               |                               |       |  |
| Parciales: 47-39, 48-30, -, - | Parciales: 47-39, 48-30, -, - | Parciales: 47-39, 48-30, -, - | Loja  |  |

| 10 de octubre, 14:00       | Venezuela                  | 95 - 69                    | Colombia |  |
| Reporte                    |                            |                            |          |  |
| Parciales: 47-39, 48-30, - | Parciales: 47-39, 48-30, - | Parciales: 47-39, 48-30, - | Loja     |  |

| 10 de octubre, 20:00          | Uruguay                       | 80 - 71                       | Chile |  |
| Reporte                       |                               |                               |       |  |
| Parciales: 44-43, 36-28, -, - | Parciales: 44-43, 36-28, -, - | Parciales: 44-43, 36-28, -, - | Loja  |  |

| 10 de octubre, 14:00          | Argentina                     | 96 - 73                       | Brasil |  |
| Reporte                       |                               |                               |        |  |
| Parciales: 45-39, 51-34, -, - | Parciales: 45-39, 51-34, -, - | Parciales: 45-39, 51-34, -, - | Loja   |  |

| Argentina         |
| Campeón Argentina |
| Segundo Titulo    |

## Clasificación
| Posición | Equipo    |
| -------- | --------- |
| 1        | Argentina |
| 2        | Brasil    |
| 3        | Uruguay   |
| 4        | Venezuela |
| 5        | Chile     |
| 6        | Colombia  |
| 7        | Paraguay  |
| 8        | Perú      |
| 9        | Ecuador   |

## Clasificados al FIBA Americas Sub-18 1996
| Bandera de Argentina | Bandera de Brasil | Bandera de Uruguay |
| Argentina            | Brasil            | Uruguay            |
| -------------------- | ----------------- | ------------------ |